# Mpenchere
Mpenchere (ou Mpencheri) est un village du Cameroun situé dans la commune d'Ako. Il est rattaché au département du Donga-Mantung, dans la région du Nord-Ouest.

## Géographie
Mpenchere est situé au sud de Berabe sur la route régionale.  

## Population
Le recensement effectué en 1970, considère le village comme un quartier de Berabe. Les données, initialement collectées en 1968, ont estimé à 134 le nombre d'habitants de ce quartier.  
Le Bureau central des recensements et des études de population (BCREP) a réalisé un recensement en 2005, le Répertoire actualisé des villages du Cameroun, dans lequel Mpenchere était considéré comme un village ; le recensement évaluait à 4 446 le nombre d'habitants ; ce chiffre inclut 2 143 hommes et 2 303 femmes.

## Zone protégée
Les zones de Bremba et de Nzire sont des lieux de rite traditionnel. En tant que lieux protégés, ils sont interdits à la population.

## Économie
Les villageois pratiquent plusieurs métiers dans les domaines de la pêche, l’exploitation forestière, l’artisanat, l’exploitation minière, l’agriculture, l’élevage bovin, l’apiculture, le commerce et la chasse. Les femmes sont présentes dans certains domaines notamment : l’artisanat, l’agriculture, l’élevage bovin, l’apiculture et le commerce.

## Système éducatif
La GS Endaka est située à proximité de Mpenchere, mais elle reste rattachée à Berabe, les deux villages étant très proches.   

## Accès à l’eau
Le village n'a pas de point d’eau potable.   

## Accès à l’électricité
Le village n'a pas accès à l’électricité.

## Réseau routier
Mpenchere est sur la route régionale qui traverse la commune.   

## Développement du village
Le plan de développement du village de Mpenchere comprend la construction d'un centre de soins, la construction de salles de classe ainsi que le déploiement de quatre enseignants pour la GS Endaka et la construction d'un établissement d'enseignement technique. Le village sera raccordé au réseau d'eau potable et cinq robinets seront installés au Palais de Mpenchere, à Jembe, Yango, Jeapi et Durufe. Mpenchere sera aussi raccordé au réseau électrique depuis Kungi. Le plan de développement prévoit un pont qui permettra de traverser la rivière Nfe et l'amélioration du marché avec des hangars ainsi que deux robinets. Le palace de Mpenchere accueillera une salle culturelle, 11 poubelles seront installées et le Conseil d'observation environnemental sera créé dans le village.